# Peder Aagesen
Peder Aagesen (1546-1591) (* Copenhagen, 1546 † Copenhagen, 16 de Setembro de 1591) foi filólogo dinamarquês. Foi professor de grego e de dialética. Teve parte significativa na revisão da tradução da Bíblia, porém, seus escritos não são numerosos.

## Obras
- Themata, ad quæ honesti et bonae spei iuuenes septendecim, primo in philosophia gradu ornandi. Copenhagen 1581
- Theses de sermone, ornamento hominis nobilissimo et praestantissimo actionum administro. Copenhagen 1582
- Theses dialectics. Copenhagen 1585
- De causa discrepantiæ et fundamento conformitalis inter dialectiaes, deque dialecticae definitione et partilione, quædam ad disp. proposita d. vil, MaiJ. Resp. Nicol. Svaningio. Copenhagen 1589
- Ad Tumulum sereniss. Regis Fredcrici II. Copenhagen 1588